# Pinnoidea
Super-famille
Synonymes
- Pinnacea[1]

Pinnoidea est une super-famille de mollusques bivalves.

## Liste des familles
Selon World Register of Marine Species (16 décembre 2018) :
- famille Pinnidae Leach, 1819